# Poličská tabule
Poličská tabule je geomorfologický okrsek v jihovýchodní části Loučenské tabule, ležící v okrese Svitavy v Pardubickém kraji.

## Poloha a sídla

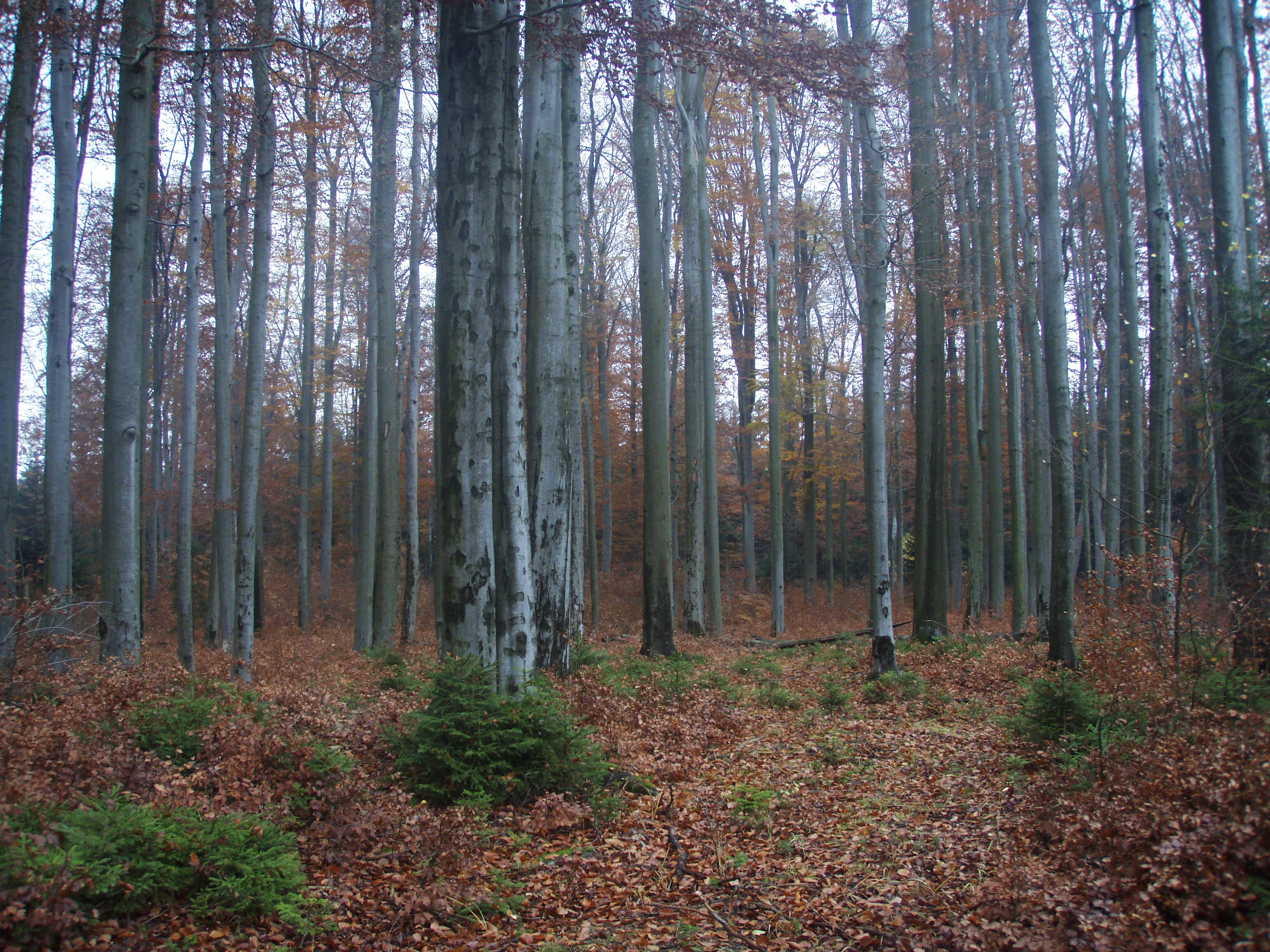
Přírodní památka V bukách

Území okrsku se nachází zhruba mezi sídly Lubná (na severozápadě), Trstěnice (na severu), Vendolí (na východě), Jedlová (na jihu) a Oldřiš (na západě). Uvnitř okrsku leží titulní město Polička, větší obec Pomezí a částečně obec Sebranice.

## Geomorfologické členění
Okrsek Poličská tabule (dle značení Jaromíra Demka VIC–3B–3) geomorfologicky náleží do celku Svitavská pahorkatina a podcelku Loučenská tabule.
Podle alternativního členění Balatky a Kalvody se Poličská tabule dále člení na podokrsky: Modřecká tabule na jihu a Květenská tabule na severu.
Tabule sousedí s dalšími okrsky Svitavské pahorkatiny: Novohradská stupňovina na severozápadě, Litomyšlský úval na severu, Kozlovský hřbet na východě. Dále sousedí s celkem Hornosvratecká vrchovina na jihu až západě.

## Významné vrcholy
Nejvyšším bodem Poličské tabule je Modřecký vrch (657 m n. m.).
| název vrcholu | výška (m n. m.) | podřazená jednotka |
| ------------- | --------------- | ------------------ |
| Modřecký vrch | 657             | Modřecká tabule    |
| Velký vrch    | 604             | Květenská tabule   |